# Балівка (станція)
Ба́лівка — проміжна залізнична станція 4-го класу Дніпровської дирекції Придніпровської залізниці на електрифікованій лінії Самар-Дніпровський — Воскобійня між станціями Кам'янське-Лівобережне (14 км) та Самар-Дніпровський (33 км).  Розташована в селі Орільське Дніпровського району.

## Історія
Історія станції Балівка починається з моменту будівництва залізничної лінії в обхід міста Дніпро — від Кам'янського до Самар-Дніпровського. Саму ж станцію відкрито на цій дільниці лише 1967 року. Назва станції походить від розташованого неподалік однойменного селища, яке отримало назву на честь колишнього поміщика Бала, що володів землями у цій місцевості.
Відразу за станцією Балівка у напрямку Самара-Дніпровського починається протяжна та пряма дільниця колії, а оскільки пасажирський рух там відсутній — лінія найчастіше використовується для різних випробувань поїздів. Найвідомішим є випробування вагона-лабораторії з реактивним двигуном, який розвинув рекордну для Укрзалізниці швидкість — 250 км/год.
Наразі станція є однією з небагатьох, які мають можливість формувати вантажні поїзди і є єдиною, яка збереглася на дільниці від Кам'янського до Самара.
У 1967 році зведена прямокутна будівля невеличкого вокзалу у дусі епохи на той час: абсолютна відсутність декору і будь-яких цікавих деталей. Згодом плоский дах був замінений на  двоскатний. Через низький пасажиропотік в будівлі відсутній зал чекання. Наразі в ній розташовуються кабінет начальника станції та службові приміщення.

## Пасажирське сполучення
До 18 березня 2020 року станція була кінцевою для приміських електропоїздів сполученням Дніпро — Балівка — Дніпро, які курсували щосуботи, щонеділі та у святкові дні. Наразі приміське сполучення не відновлено.